# 庄桥站 (中国铁路)
庄桥站位于中华人民共和国浙江省宁波市江北区庄桥街道冯家村，通过线路有萧甬铁路和杭甬客运专线。通往宁波庄桥机场的白沙支线从庄桥站出岔，杭甬客运专线高架线路在站前落地。
庄桥站始建于1912年，1955年1月至1959年9月间曾是萧甬铁路客车停靠的终点站。宁波站建成后，庄桥站只办理货运业务，不办理客运业务。由于杭甬客运专线建设，庄桥站于2013年成为高铁列车停靠站。车站于2013年一季度竣工，并于2013年7月1日开通高速列车服务。宁波站改建完成后，庄桥站与宁波站和宁波东站一起形成宁波铁路“一城三站”的格局。2020年开通的宁波轨道交通4号线可接驳庄桥站。
2024年5月7日至6月30日期间，因宁波枢纽庄桥至宁波段增建三四线工程施工开通需要，庄桥站暂停办理客运业务。

## 车站结构
庄桥站站房为白色，建筑面积为3200平方米，外形体现江南黛瓦风格。站房为地上一层，局部两层；南侧为售票厅，设有自动闸机；北侧为出站口，中部为候车大厅。站房西侧为站前广场，其中广场北侧为社会车辆停靠点，南侧为公交停靠点。站房南北面分别设置铁路公安派出所和广场区域综合管理办公室。

### 站线布置

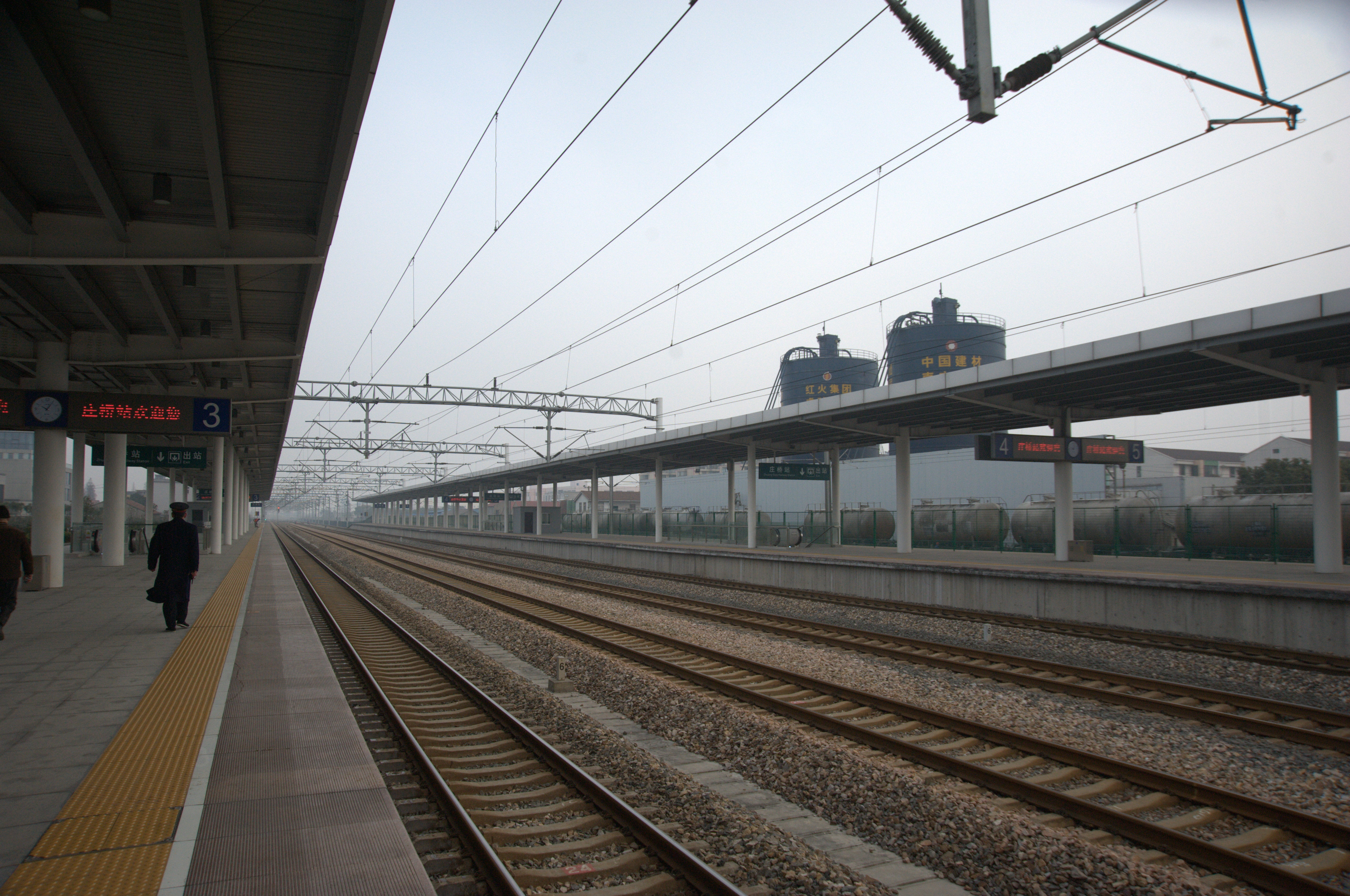
车站站场

庄桥站设2台4线，其中正线2条，到发线2条。站台为2个侧式站台，远期规划6面8线。
| 东↑ |                  |                                         |  |
| 9道 | 无               | 货物线                                  |  |
| 7道 | 无               | 货物线                                  |  |
| 5道 | 5                | 到发线                                  |  |
|     | 岛式             |                                         |  |
| 3道 | 4                | 到发线/萧甬铁路下行线 宁波方向          |  |
| 1道 | 无               | 杭甬客运专线下行正线 宁波方向           |  |
| 2道 | 无               | 杭甬客运专线上行正线 余姚北、杭州东方向 |  |
| 4道 | 3                | 到发线/萧甬铁路上行线 慈城、杭州南方向  |  |
|     | 侧式，预留到发线 |                                         |  |
| 西↓ |                  |                                         |  |

## 列车
庄桥站经停杭甬客运专线上行列车6列，终点为六安、淮南东、徐州东、上海虹桥。下行列车4列，终点为宁波站和温州南站。宁波站至庄桥站列车运行时间为11分钟，票价普通动车组二等座6元，一等座10元；高铁二等座9元，一等座15.5元。

## 接驳交通
宁波轨道交通
- ■ 4号线庄桥火车站

宁波公交
| 庄桥火车站 | 庄桥火车站     | 庄桥火车站 | 庄桥火车站              | 庄桥火车站 |
| 编号       | 路线           | 路线       | 路线                    | 备注       |
| ---------- | -------------- | ---------- | ----------------------- | ---------- |
| 31         | 工程学院东校区 | ⇆          | 庄桥火车站              |            |
| 516        | 潘火高架桥     | ⇆          | 江北投资创业中心（B区） |            |